# Shahrel Fikri
Muhammad Shahrel Fikri bin Md Fauzi (* 17. Oktober 1994 in Tawau) ist ein malaysischer Fußballspieler.

## Verein
Das Fußballspielen lernte Shahrel Fikri in der Jugendmannschaften von Perak FA. Anschließend spielte er für dessen U-21 und 2014 leihweise bei Harimau Muda B. Dieser Verein war die eigentliche U-21-Nationalmannschaft von Malaysia, die zwecks Spielpraxis in der Singapore Premier League antrat. Dort kam er allerdings wegen Herzproblemen zu keinem Einsatz und der Vertrag wurde wieder aufgelöst. Seinen ersten Profivertrag unterschrieb er 2016 bei PKNP FC in Ipoh. Der Verein spielte in der Malaysia FAM League, der dritten Liga des Landes. 2016 wurde der Verein Meister und stieg in die zweite Liga, der Malaysia Premier League auf. Shahrel Fikri war der Top-Scorer des Vereins mit 20 Toren. 2017 belegte man den dritten Platz und der Club stieg in die erste Liga, der Malaysia Super League, auf. Auch in der Saison war er Top-Scorer des Vereins mit elf Toren. Mitte 2018 wurde er nach Thailand ausgeliehen. Hier spielte er beim Erstligisten Nakhon Ratchasima FC in der Thai League. Für den Verein stand er zehnmal auf Platz und schoss dabei ein Tor. Die Saison 2019 war er an Perak FA ausgeliehen und anschließend verpflichtete ihn der Klub fest. Im Januar 2021 nahm ihn dann der Ligarivale Selangor FC unter Vertrag.

## Nationalmannschaft
Seit 2017 spielte Fikiri 19 Mal für die malaysische A-Nationalmannschaft und erzielte dabei fünf Treffer. Bei der Südostasienmeisterschaft 2018 erreichte er mit der Auswahl das Finale, welches man mit 0:1 gegen Vietnam verlor.